# Jefferson Cowie
Jefferson Cowie est un historien américain. Il est professeur d'histoire et directeur de la section économie et histoire à l'Université Vanderbilt. C'est un ancien membre du Centre d'études avancées en sciences du comportement à l'Université de Stanford. Il est membre de la Society for Humanities de l'Université Cornell et du Center for US-Mexico Studies de l'Université de Californie à San Diego. Il est récipiendaire du prix Pulitzer d'histoire en 2023 pour son ouvrage Freedom's Dominion : A Saga of White Resistance to Federal Power.
Les recherches de Jefferson Cowie se concentrent sur les manières dont les classes sociales, l'inégalité et le travail affectent la politique et la culture américaines. Cowie est l'auteur de divers articles d'opinion, essais et articles de revues. Ses livres les plus connus sont : Capital Moves: RCA's Seventy-Year Quest for Cheap Labour, Stayin' Alive: The 1970s and the Last Days of the Working Class, et The Great Exception : The New Deal and the Limits of American Politics . Le média The Nation considère Jefferson Cowie comme « l'un de nos interprètes les plus imposants de l'expérience américaine récente ».
Cowie est un conférencier émérite de l'Organisation des historiens américains (Organization of American Historians).

## Éducation
Cowie a obtenu une licence en histoire de l'Université de Californie à Berkeley en 1987, une maîtrise en histoire à l'Université de Washington à Seattle en 1990 et un doctorat en histoire de l'Université de Caroline du Nord à Chapel Hill, en 1997.

## Carrière
Après ses études doctorales, Jefferson Cowie a occupé un bref poste à l'Université du Nouveau-Mexique avant de rejoindre l'ILR School de l'Université Cornell en tant que professeur invité en 1997. En 2001, il a été nommé professeur adjoint à l'Université Cornell et en 2004, il a été promu professeur associé. Cowie a été promu professeur d'histoire en 2012 et a occupé le poste de professeur de la chaire de la famille Andrew J. Nathanson à l'ILR School de 2013 à 2015. En 2016, Cowie a quitté l'Université Cornell et a rejoint l'Université Vanderbilt en tant que professeur d'histoire (chaire James G. Stahlman).
De 2008 à 2012, Jeffersion Cowie a été professeur à l'Université Cornell. Il a été président du département des relations au travail, du droit et de l'histoire de l'ILR School de l'Université Cornell de 2013 à 2015.

## Recherches et publications
Les recherches de Jefferson Cowie portent sur le conservatisme américain, les relations raciales, la culture populaire, l'histoire sociale et politique des États-Unis, la démocratie et les inégalités, les mouvements populaires, l'histoire et les idées de classe sociale depuis 1945, ainsi que l'histoire transnationale et comparée du travail et de la classe ouvrière sur le continent américain.

### Capital Moves: RCA's Seventy-Year Quest for Cheap Labor
Cowie a publié son livre, Capital Moves: RCA's Seventy-Year Quest for Cheap Labour, en 1999. Le livre a été évalué comme « original et tombant à point nommé » et est considéré comme un « livre important écrit avec un objectif scientifique et politique clair ». Le livre tourne autour des bouleversements économiques, des conflits de classe et des effets de la mobilité du capital sur les relations sociales dans le cadre industriel. Tim Strangleman a déclaré que « Capital Moves tisse son propos à travers des notions de classe, de sexe, de race et de nationalité en le conjuguant au fait que le capital joue sur les inégalités au sein et au-delà du marché du travail américain ».
Dans une critique, Federico Romero a déclaré qu' « il ne faut pas longtemps pour reconnaître un excellent livre, et celui-ci en est un ». Il a en outre déclaré que « Cowie écrit une histoire complexe de migration de capitaux, de formation de classe et de changement social ». Le livre est également considéré comme « un livre important qui devrait être lu par les économistes, les historiens et, en réalité, tous ceux qui s'intéressent à la fabrication du monde moderne ».

### Stayin' Alive: The 1970s and the Last Days of the Working Class
Le livre de Jefferson Cowie, Stayin 'Alive: The 1970s and the Last Days of the Working Class a été publié en 2010 et a reçu divers prix ainsi que la reconnaissance des médias. Richard Oestreicher de l'Université de Pittsburgh a déclaré que « l'auteur pose de grandes questions, relie de manière imaginative la matière de ce qui constitue généralement des spécialités thématiques distinctes, et écrit avec un talent littéraire considérable ». Selon Joseph A. McCartin, le livre est « une histoire aussi intelligente et vivante des travailleurs américains de cette période qui fera date ». Robert Forran a commenté que « même si le livre est long et peut ne pas fonctionner aux regards de certaines considérations universitaires, toute personne intéressée à comprendre pourquoi, lors de nos récentes élections nationales, les candidats des principaux partis politiques n'ont presque jamais prononcé les mots « classe ouvrière », ferait bien pour lire le travail de Jefferson Cowie. ».
En 2011, Cowie a reçu le prix Merle Curti et le prix Francis Parkman pour Stayin' Alive.

### The Great Exception: The New Deal and the Limits of American Politics
The Great Exception: The New Deal and the Limits of American Politics, a été publié en 2016, et est considéré comme « une contribution engageante, réfléchie et provocante » par American Politics, « l'un des plus importants livres politiques de l'année » par le Washington Post, et comme « un regard frais et original sur une énigme historique éternelle » par Annals of Iowa.
Meg Jacobs a déclaré que « le livre de Cowie a déclenché un débat opportun et sera une lecture essentielle pour quiconque s'intéresse au passé et au présent américains ». Une autre critique universitaire a qualifié le livre de « volume mince, étendu et intentionnellement provocateur », dans lequel Cowie a demandé aux lecteurs de « repenser l'une des époques les plus étudiées de l'histoire américaine : le New Deal ».

## Récompenses et honneurs
- 2000 - Prix d'excellence en éducation, Association de recherche sur le travail et l'emploi
- 2000 - Prix Philip Taft du meilleur livre publié dans American Labour History for Capital Moves: RCA's 70-Year Quest for Cheap Labour[24]
- 2011 - Titre académique exceptionnel pour Stayin 'Alive: Les années 1970 et les derniers jours de la classe ouvrière
- 2011 - Prix du meilleur livre pour Stayin' Alive: The 1970s and the Last Days of the Working Class, United Association for Labour Education
- 2011 - Prix du meilleur livre pour Stayin' Alive: The 1970s and the Last Days of the Working Class, Labour History
- 2011 - Prix Merle Curti du meilleur livre d'histoire sociale et / ou intellectuelle, Organisation des historiens américains
- 2011 - Prix Francis Parkman, pour Stayin' Alive: The 1970s and the Last Days of the Working Class, Society of American Historians[25]
- 2023 - Prix Pulitzer d'histoire, pour Freedom's Dominion: A Saga of White Resistance to Federal Power[26]

### Livres
- Capital Moves: RCA's Seventy-Year Quest for Cheap Labor (2001)  (ISBN 978-1-56584-659-3)
- Stayin' Alive: The 1970s and the Last Days of the Working Class (2010)  (ISBN 978-1-59558-707-7)
- The Great Exception: The New Deal and the Limits of American Politics (2016)  (ISBN 978-0-691-17573-7)
- Freedom's Dominion: A Saga of White Resistance to Federal Power (2022)  (ISBN 978-1-5416-7280-2)

### Articles
- Cowie, J. (1996). National struggles in a transnational economy: A critical analysis of US labor's campaign against NAFTA. Lab. Stud. J., 21, 3.
- Cowie, J. (2002). Nixon's class struggle: Romancing the New Right worker, 1969–1973. Labor History, 43(3), 257–283.
- Cowie, J. (2004, October). From hard hats to the NASCAR dads. In New Labor Forum (Vol. 13, No. 3, p. 8). Sage Publications Ltd.
- Cowie, J., & Boehm, L. (2006). Dead man's town:" Born in the USA," social history, and working-class identity. American Quarterly, 58(2), 353–378.
- Cowie, J., & Salvatore, N. (2008). The long exception: Rethinking the place of the New Deal in American history. International Labor and Working-Class History, (74), 3-32.
- Cowie, J. (2019). Red History, Blue Mood: Labor History and Solidarity in an Age of Fragmentatio, Labor: Studies in the Working-Class History of the Americas 16 (4), 35–47.
- Beito, David T. (2023, June). Fighting the Feds in the American South. Review of Freedom's Dominion in Reason Magazine, 64-65